# Moßmörken
Das Naturschutzgebiet Moßmörken liegt auf dem Gebiet der Städte Hörstel und Rheine im Kreis Steinfurt in Nordrhein-Westfalen. Das Gebiet erstreckt sich südwestlich der Kernstadt Hörstel und östlich der Kernstadt Rheine. Nördlich verläuft die A 30, unweit südlich fließt der Dortmund-Ems-Kanal.

## Bedeutung
Für Hörstel und Rheine ist seit 1995 ein 12,92 ha großes Gebiet unter der Kenn-Nummer ST-098 als Naturschutzgebiet ausgewiesen. Das Gebiet wurde unter Schutz gestellt zur Erhaltung
- und Wiederherstellung von Lebensgemeinschaften naturnaher Wälder, Gebüsche, Feuchtgrünland sowie nährstoffarmer Gewässer mit Verlandungsvegetation und ihren darauf angewiesenen Pflanzen- und Tierarten und
- der Niedermoorflächen und Dünen, insbesondere aus erdgeschichtlichen Gründen.